# Feyyaz Duman
Feyyaz Duman (* 15. Juni 1982 in Mardin) ist ein türkischer Schauspieler kurdischer Abstammung.

## Leben und Karriere
Feyyaz Duman wurde am 15. Juni 1982 in Mardin geboren. Er studierte an der İstanbul Teknik Üniversitesi. Anschließend zog er nach New York, um Schauspielunterricht zu nehmen, und kehrte nach fünf Jahren in die Türkei zurück. Sein Debüt gab er 2001 in dem Film Fotoğraf. Mit seiner Rolle im Film Annemin Şarkısı gewann er den Preis für den besten Schauspieler beim  51. Filmfestival in Antalya. Außerdem war Duman 2017 in der Fernsehserie İçerde zu sehen.
Seinen Durchbruch hatte er in der Serie Kadın. Unter anderem trat er 2020 in Baraj auf. 2022 bekam Duman in der Fernsehserie Oğlum die Hauptrolle.

## Filmografie
Filme
- 2001: Fotoğraf
- 2001: Büyük Adam Küçük Aşk
- 2011: Si Tu Meurs, Je Te Tue
- 2013: Tatlı Biber Diyarım
- 2014: Annemin Şarkısı
- 2014: Mardan
- 2017: Never Leave Me
- 2017: Zagros
- 2018: Zor Bir Karar
- 2020: Kovan

Serien
- 2017: İçerde
- 2017–2020: Kadın
- 2020–2021: Baraj
- 2021: Yalancılar ve Mumları
- 2022: Oğlum
- seit 2023: Adım Farah

## Auszeichnungen
- 2014: Sarajevo Film Festival in der Kategorie „Bester Schauspieler“[3]
- 2014: 51. Filmfestival in Antalya in der Kategorie „Bester Schauspieler“[3]
- 2015: Duhok International Film Festival in der Kategorie „Bester Schauspieler“[4]